# Dendrophidion apharocybe
Dendrophidion apharocybe — вид змій родини полозових (Colubridae). Мешкає в Центральній Америці.

## Поширення і екологія
Dendrophidion apharocybe мешкають в Гондурасі, Нікарагуа, Коста-Риці і Панамі. Вони живуть у вологих рівнинних тропічних лісах.